# Dicranella pseudosubulata
Dicranella pseudosubulata är en bladmossart som beskrevs av C. Müller och Hirendra Chandra Gangulee 1960 [1963. Dicranella pseudosubulata ingår i släktet jordmossor, och familjen Dicranaceae. Inga underarter finns listade i Catalogue of Life.